# Jakob Müller (Politiker, 1883)
Jakob Müller (* 26. Oktober 1883 in Meckenheim; † 20. April 1969 ebenda) war ein deutscher Politiker (FDP).
Müller besuchte die Volksschule und die Realschule Neustadt an der Weinstraße sowie die Kreisackerbauschule Kaiserslautern. Danach war er in Weihenstephan tätig, bevor er den elterlichen Landwirtschaftsbetrieb übernahm. Er war evangelischer Konfession
Nach dem Zweiten Weltkrieg wurde er Mitglied der SV bzw. der FDP. Am 28. April 1949 rückte er für Karl Groß in den Rheinland-Pfälzischen Landtag nach.  Am 17. Mai 1951 schied er mit dem Ende der Wahlperiode als Abgeordneter aus. Im Landtag war er Mitglied im Agrarpolitischen Ausschuss, Grenzlandausschuss, Hauptausschuss, Haushalts- und Finanzausschuss und Sozialpolitischem Ausschuss.